# واصف جوهرية
واصف جوهرية (1897م-1973م، ولد في القدس) هو ملحن، عازف، ومؤرخ مقدسي، امتاز واصف في جمعه سجلاً للموسيقى الشعبية، وبرز بـ تدوينه مذكراته في أربع مجلدات مخطوطة، سميت بـ «المذكرات الجوهرية».

## مسيرته التعليمية
مسيرته التعليمية شملت مدرسة الدباغة اللوثرية، المدرسة الدستورية وكذلك مدرسة المطران، وكما أن والده قد شجعه على دراسة القرآن ليمكنه من تطوير ثروته اللغوية، ودرس الموسيقى تحت إشراف المعلم الشيخ عمر البطش الحلبي الذي يُعدُّ من أبرع عازفي العود في الفترة العثمانية.

## مناصبه
أما بالحرب العظمى قد خدم واصف بالجيش، وفي البحرية العثمانية خدم كـ «ضابط عود»، وبعد ذلك عمل في الإدارة البريطانية الانتدابية، ككاتب في قسم التحريرات، وكمسؤول عن قسم ضرائب الأراضي.

## إنجازاته وأعماله
عزف واصف بالعديد من الفرق الموسيقية المقدسية وكذلك ب أوركسترا إذاعة القدس، وبسنة 1948م وبالتحديد بعد نزوحه القسري إلى لبنان، عزف بالإذاعة اللبنانية في بيروت.
جمع مذكراته بمجلدات، وجمع سجلاً للموسيقى الشعبية التي انتشرت في فلسطين ببداية القرن العشرين في مجلد «الدفاتر الموسيقية»، لكنه لم يجمعها بكلماتها وألحانها، بل استعمل نظاماً خاصاً بتدوين النوتة الموسيقية من إستنباطه، لأنه جهل قواعد تدوينها.

## المذكرات الجوهرية
تظهر أهمية واصف جوهرية في أنه دوَن مذكراته في أربع مجلدات مخطوطة، وكما أنه قد إلحقها بسبع مجلدات أخرى تحوي مجموعات فتوغرافية، تركزت بالتحولات السياسية، الاجتماعية والثقافية للحياة اليومية بالقدس بفترة نهاية الحقبة العثمانية، فترة الحكم العسكري، والانتداب البريطاني.
دون واصف المجوهرات بعين الحكواتي وبأذن الموسيقار الشعبي. علاقاته بـ ال الحسيني، قيادة الشيخ العثماني في حماية القدس، وديوان الموظفين في الحكومة الانتدابية، ساعدته بالتوسع بوصفه بالأحداث الجسمية التي مرت بها فلسطين، من منظور النخبة الحاكمة وانتقالا إلى رؤيا الطبقات الشعبية التي ترعرع على همومها واعتبر نفسه منها في سلسلة من المغامرات والأحداث المثيرة التي خاضها.
كما أن المذكرات الجوهرية هذه تعتبر مدخلاً في معاينة الحياة اليومية في مدينة القدس في النصف الأول من القرن العشرين.